# Pommereux
Pommereux település Franciaországban, Seine-Maritime megyében. Lakosainak száma 94 fő (2022. január 1.). Pommereux La Bellière, Gaillefontaine, Haussez, Longmesnil, Saint-Michel-d’Halescourt és Saumont-la-Poterie községekkel határos.

## Népesség
A település népességének változása:
| Lakosok száma | 100  | 98   | 96   | 95   | 95   | 98   | 96   | 94   |
|               | 2013 | 2015 | 2017 | 2018 | 2019 | 2020 | 2021 | 2022 |